# Eudendrium merulum
Eudendrium merulum är en nässeldjursart som beskrevs av Watson 1985. Eudendrium merulum ingår i släktet Eudendrium och familjen Eudendriidae. Inga underarter finns listade i Catalogue of Life.